# Grigorios Ksenopulos
Grigorios Ksenopulos (ur. 9 grudnia 1867 w Stambule, zm. 14 stycznia 1951 w Atenach) – grecki pisarz i drmaturg.

## Życiorys
Jest uważany za twórcę greckiego dramatu i powieści mieszczańskiej, jak również greckiej powieści rzeki. Był mentorem co najmniej kilku wybitnych pisarzy greckich. Pisał powieści o tematyce miejskiej. Poświęcił też wiele uwagi dramatowi, który otrzymał w jego czasach na terenie Grecji znaczny impuls rozwojowy. Opublikował łącznie 22 powieści, szesnaście zbiorów opowiadań, pięćdziesiąt sztuk dla dzieci oraz po jedenaście dramatów i komedii. Był pierwszym wydawcą czasopisma "Wychowanie dzieci". Od 1927 redagował czasopismo literackie "Nowe Ognisko" (gr. Νέα Εστιά). Po jego śmierci przejął je jego zięć Petros Charēs.